# Woestijnleguaan
De woestijnleguaan (Dipsosaurus dorsalis) is een hagedis uit de familie leguanen (Iguanidae).

## Naam en indeling
De wetenschappelijke naam van de woestijnleguaan werd voor het eerst voorgesteld door Spencer Fullerton Baird en Charles Frédéric Girard in 1852 als Crotaphytus dorsalis. De wetenschappelijke naam Dipso(-)saurus betekent letterlijk 'dorstige hagedis'.
Het is de enige soort uit het monotypische geslacht Dipsosaurus.

### Ondersoorten
Er worden twee ondersoorten erkend, die onder andere verschillen in het verspreidingsgebied. De ondersoorten zijn onderstaand zijn weergegeven met de auteur en het verspreidingsgebied.
| Naam                             | Auteur               | Verspreidingsgebied      |
| -------------------------------- | -------------------- | ------------------------ |
| Dipsosaurus dorsalis dorsalis    | Baird & Girard, 1852 | Mexico, Verenigde Staten |
| Dipsosaurus dorsalis sonoriensis | Allen, 1933          | Mexico                   |

## Uiterlijke kenmerken
De woestijnleguaan heeft een ronde en stompe kop, korte poten en is voornamelijk te herkennen aan de zeer grote ooropeningen aan de zijkanten van de kop. De kleur is zeer lichtbruin, zandkleurig tot beige, de staart is sterk donker gebandeerd. De rug is vaak grijs tot donkerbruin gebandeerd en daaroverheen lopen vele kleine, streepachtige en donkere vlekjes en de oogomgeving is vaak bruin tot zwart, vooral bij de mannetjes. De kop is kort en stomp, op de rug is in vergelijking met andere leguanen een zeer lage kam aanwezig.

## Verspreiding en habitat

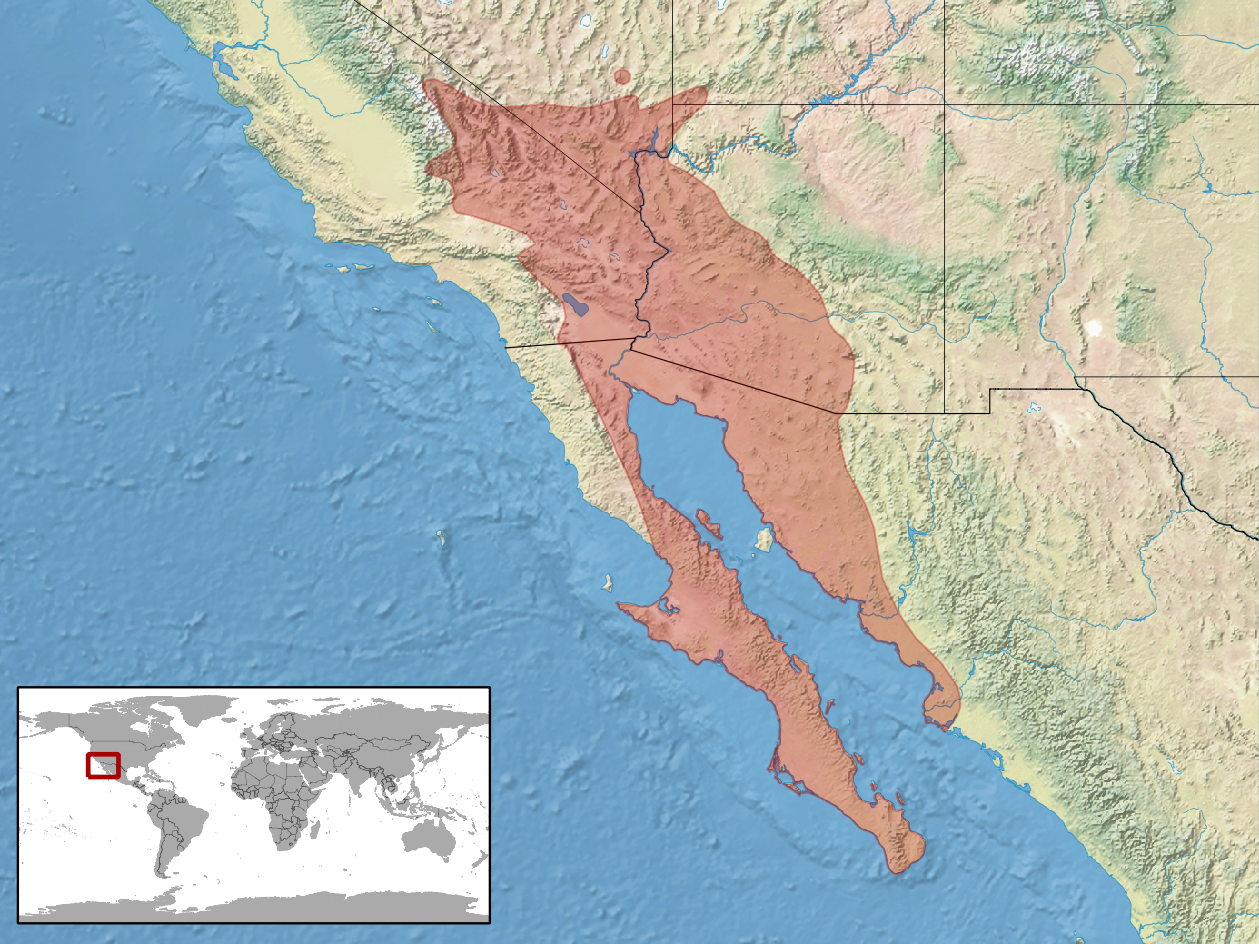
Leefgebied

Deze soort kan ongeveer vijftig centimeter lang worden, waarvan meer dan de helft bestaat uit de lange staart. De leguaan komt voor in het zuiden van de Verenigde Staten en in Mexico. Binnen Mexico komt de leguaan voor in de staten Baja California, Sinaloa en Sonora voor en in de VS in de staten Arizona, Californië, Nevada en Utah.
De habitat bestaat uit droge gebieden zoals scrubland en zowel gematigde als erg hete woestijnen. De leguaan prefereert relatief droge gebieden met hier en daar rotsen of vegetatie om zich onder te verstoppen. Met name in de Mojave- en Sonorawoestijn wordt de soort aangetroffen, waar vaak maandenlang geen druppel regen valt. De woestijnleguaan is goed aangepast op de hitte en kan een buitentemperatuur van meer dan 47 graden Celsius overleven wat voor andere reptielen fataal zou zijn.

## Levenswijze
Het voedsel bestaat voornamelijk uit plantendelen, zoals bloemen en vruchten, maar ook sommige cactussoorten worden gegeten. De leguaan heeft een voorkeur voor gele bloemen en klimt soms ook wel in struiken om deze te kunnen bereiken. Naast planten worden ook insecten gegeten, en ook jonge dieren eten voor een belangrijk deel kleine ongewervelden. De woestijnleguaan heeft een goede manier gevonden om te schuilen, de hagedis kraakt namelijk de holen van een soort grondeekhoorn die in het verspreidingsgebied voorkomt.
Over het algemeen is het een bodembewoner die hooguit op een rots klimt om te zonnen. Bij bedreiging rent de leguaan op de achterpoten in het hol, en kan een snelheid van zo'n 25 kilometer per uur bereiken. Als de leguaan in zijn hol is gevlucht, zuigt het dier zich vol met lucht zodat hij vast komt te zitten. Ook padhagedissen en de chuckwalla kennen dit trucje.

## Beschermingsstatus
Door de internationale natuurbeschermingsorganisatie IUCN is de beschermingsstatus 'veilig' toegewezen (Least Concern of LC).

## Afbeeldingen

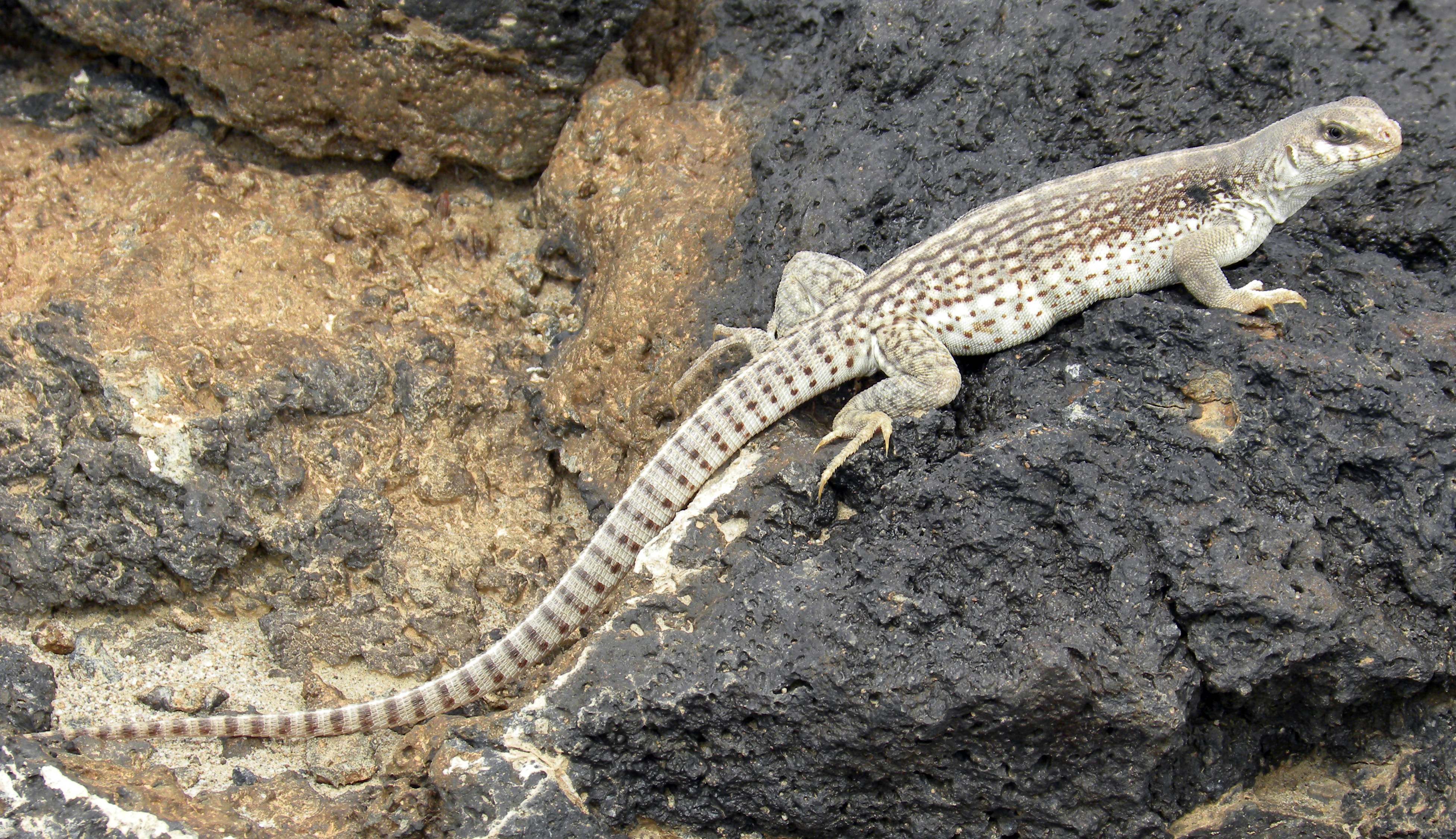
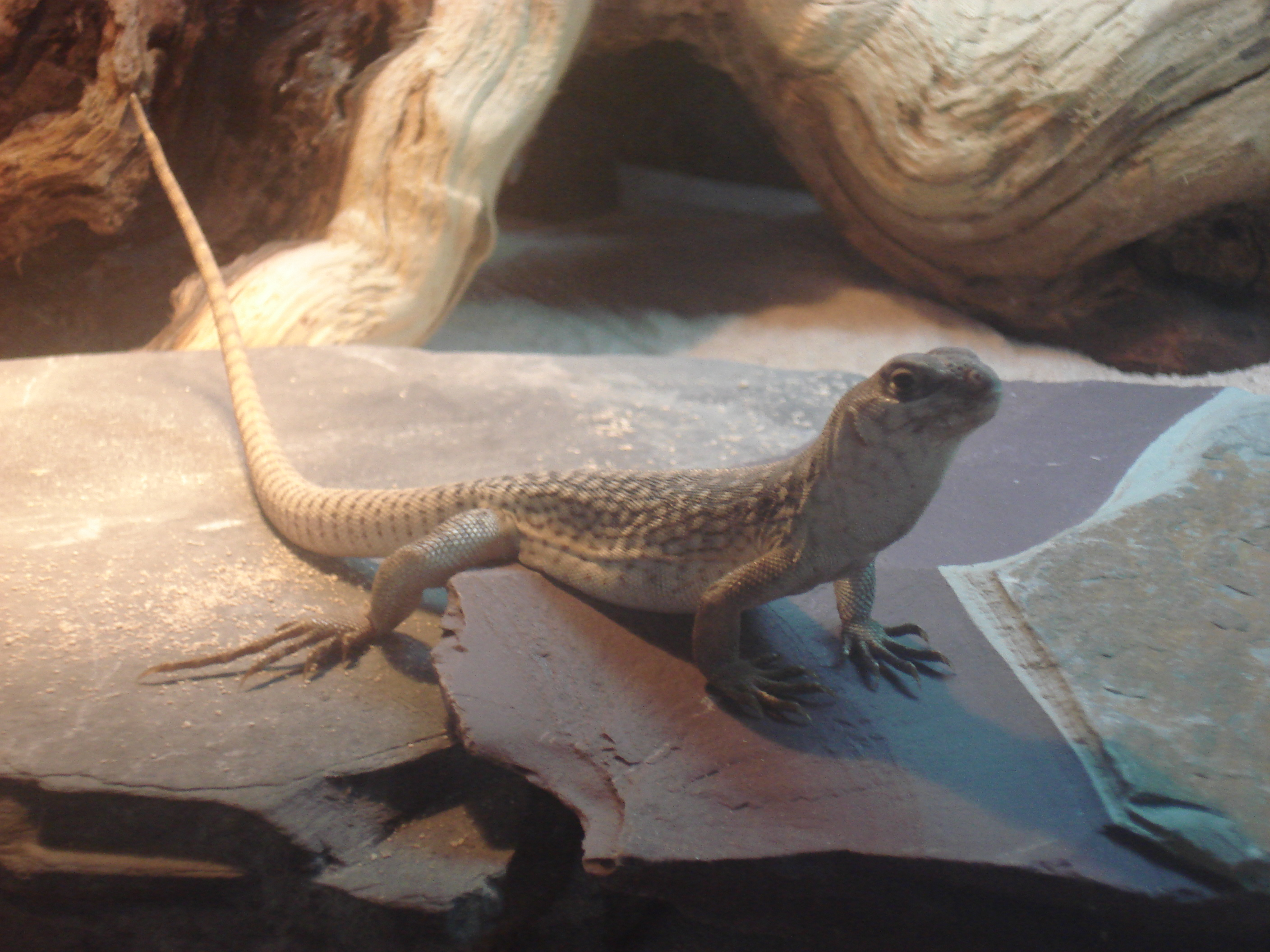
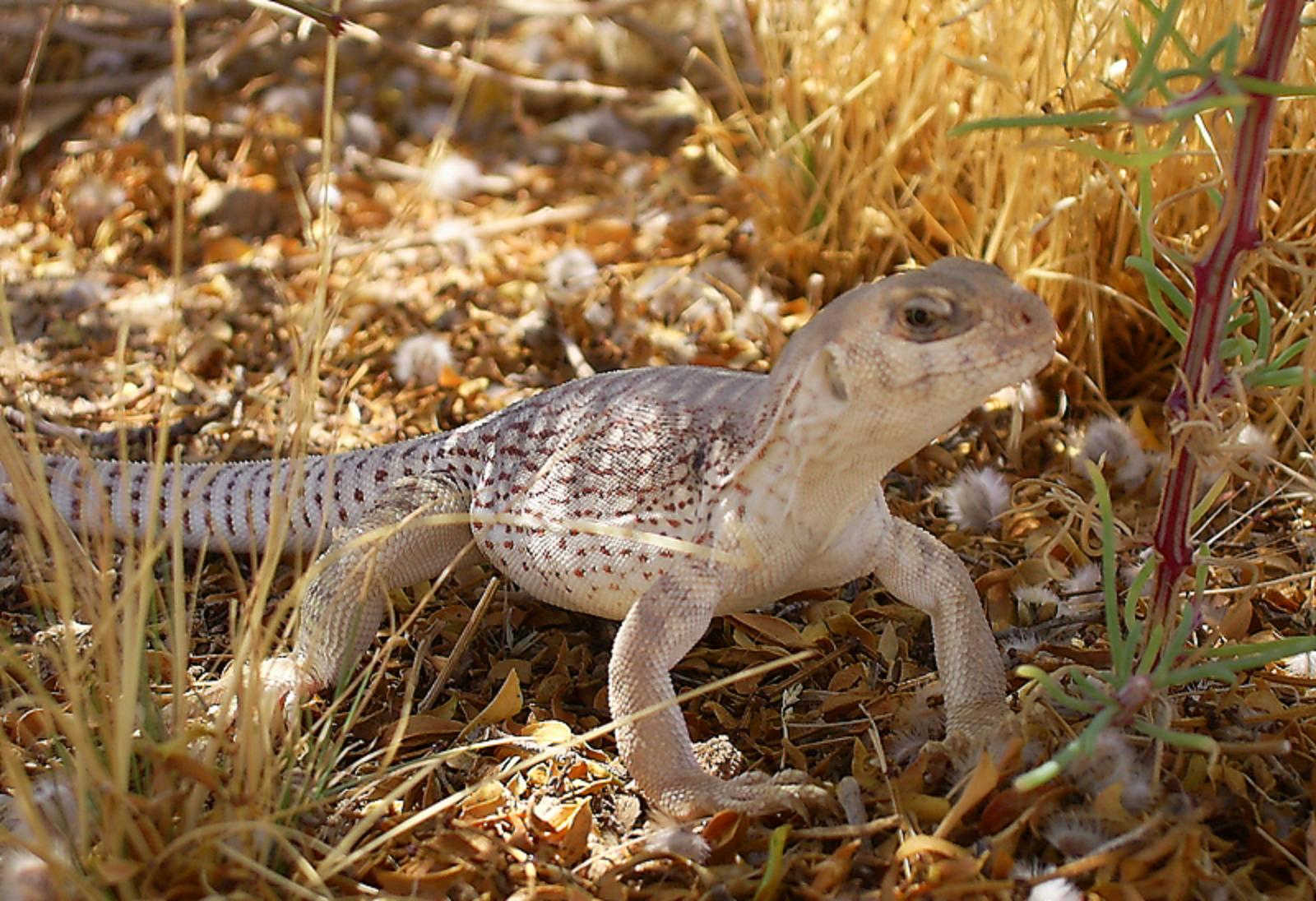
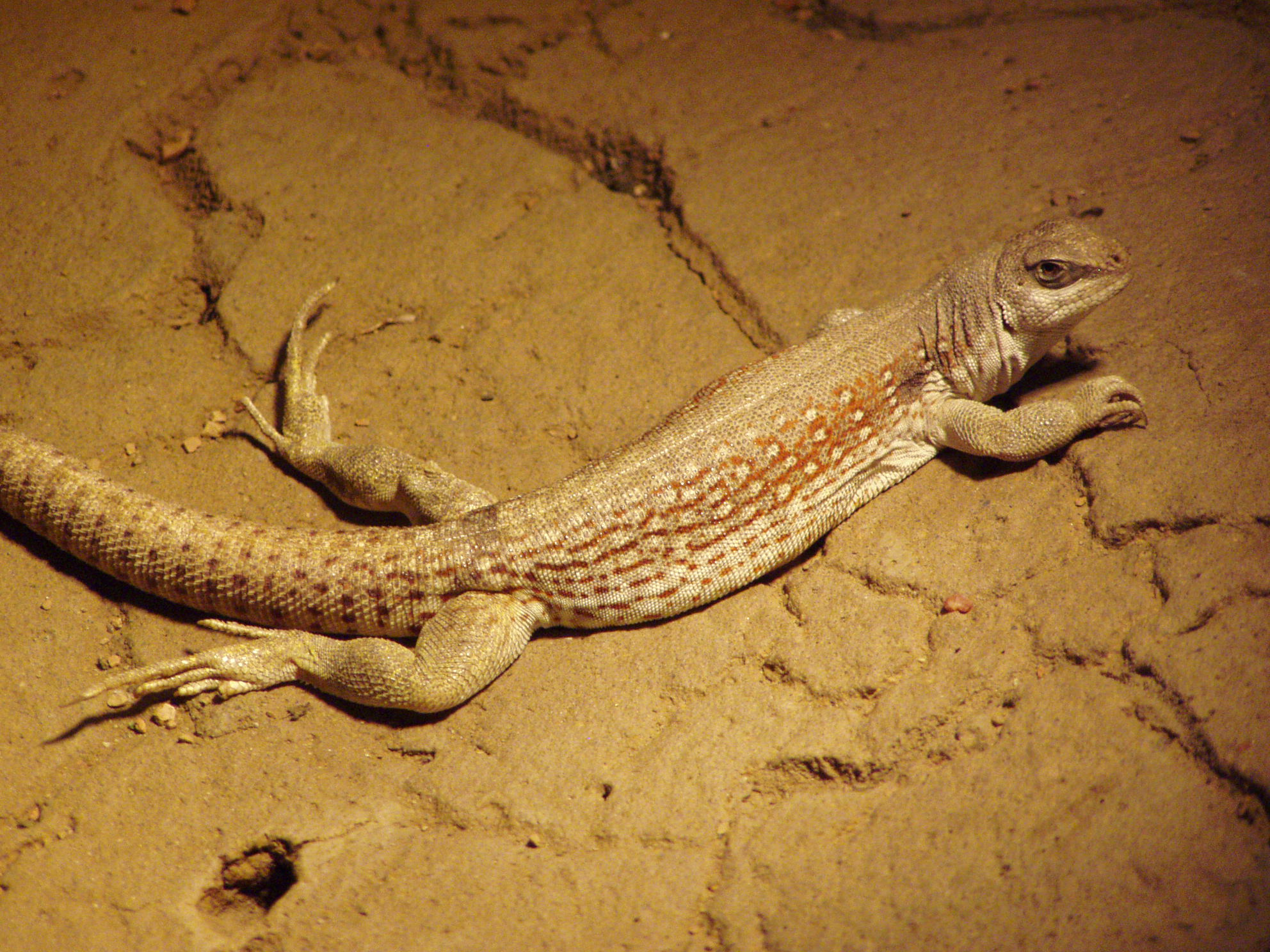